# Judith A. Reisman
Judith Ann Reisman (* 11. April 1935 in Newark, New Jersey als Judith Ann Gelernter; † 9. April 2021) war eine US-amerikanische Kommunikationswissenschaftlerin und Hochschullehrerin. Sie wurde insbesondere durch ihre scharfe Kritik an Person und Werk des Sexualforschers Alfred Charles Kinsey bekannt, die sich teilweise bis zu heftigen persönlichen Invektiven steigerte.

## Wissenschaftliche Laufbahn
Reisman erwarb 1976 an der Case Western Reserve University einen Magistergrad in Kommunikationswissenschaften und wurde in dieser Fachrichtung 1980 dort promoviert. Nach einer Assistenzprofessur an der Universität Haifa (1981 bis 1983) hatte sie ab 1983 eine Forschungsprofessur an der American University inne. 1985 verließ sie diese Hochschule. 1990 hatte sie vorübergehend eine Privatdozentur an der George Mason University. Ab 2011 war sie Gastprofessorin an der School of Law der christlichen Privathochschule Liberty University.

## Politisches Engagement
Reisman war Präsidentin der 1998 gegründeten Organisation Restoring Social Virtue & Purity to America.
In ihrem publizistischen Wirken schrieb sie bevorzugt gegen Pornographie, Homosexualität und Gender-Politik und veröffentlichte dabei in christlich-fundamentalistischen Magazinen wie Salvo. Eines ihrer Hauptziele dabei war es, das Werk des Sexualforschungspioniers Alfred Charles Kinsey durch Kompromittierung der Person Kinseys zu delegitimieren. So warf sie ihm vor, pädophil gewesen zu sein und Kinder für wissenschaftliche Zwecke sexuell missbraucht bzw. andere angeleitet zu haben, diese zu missbrauchen. Nach Angaben Kinseys und des Kinsey-Instituts wurden die betreffenden Daten nicht durch das Institut erhoben. Die Daten der Tabellen 31 bis 34 stammten von einem Befragten, der schon seit 1917 Kontakte zu präpubertären Kindern hatte und darüber glaubwürdige Aufzeichnungen führte. Andere Angaben stammten aus Kindheitserinnerungen von Befragten, Angaben von Eltern und einigen wenigen anderen Männern, die sexuelle Kontakte zu Kindern hatten.
John Bancroft vom Kinsey-Institut nannte Reismans Ausführungen über Kinsey eine Mischung aus Fakten, veränderten Fakten und fälschlichen Angaben. Als Todesursache Kinseys vermutete Reisman eine tödlich verlaufene Hodenentzündung, die er sich als „Folge von jahrelangem, intensivem sadistisch-orgiastischen Selbstmissbrauch“ zugezogen habe, wohingegen als offizielle Todesursache ein Herzleiden und eine Lungenentzündung festgestellt wurden.
Im Vorfeld des erfolgreichen Verfassungsreferendums zum Verbot der gleichgeschlechtlichen Ehe in Kroatien 2013 engagierte sich Reisman für dieses Verbot, trat in kroatischen Medien auf und traf sich mit den Bischöfen Josip Bozanić und Marin Barišić.

## Veröffentlichungen
- Images of Children, Crime and Violence in Playboy, Penthouse, and Hustler (1986)
- Kinsey, Sex and Fraud (1990)
- Soft Porn Plays Hardball (1991)
- Kinsey, Crimes & Consequences (1998)
- Kinseys pädophile und pansexuelle Daten